# 比奇尼科

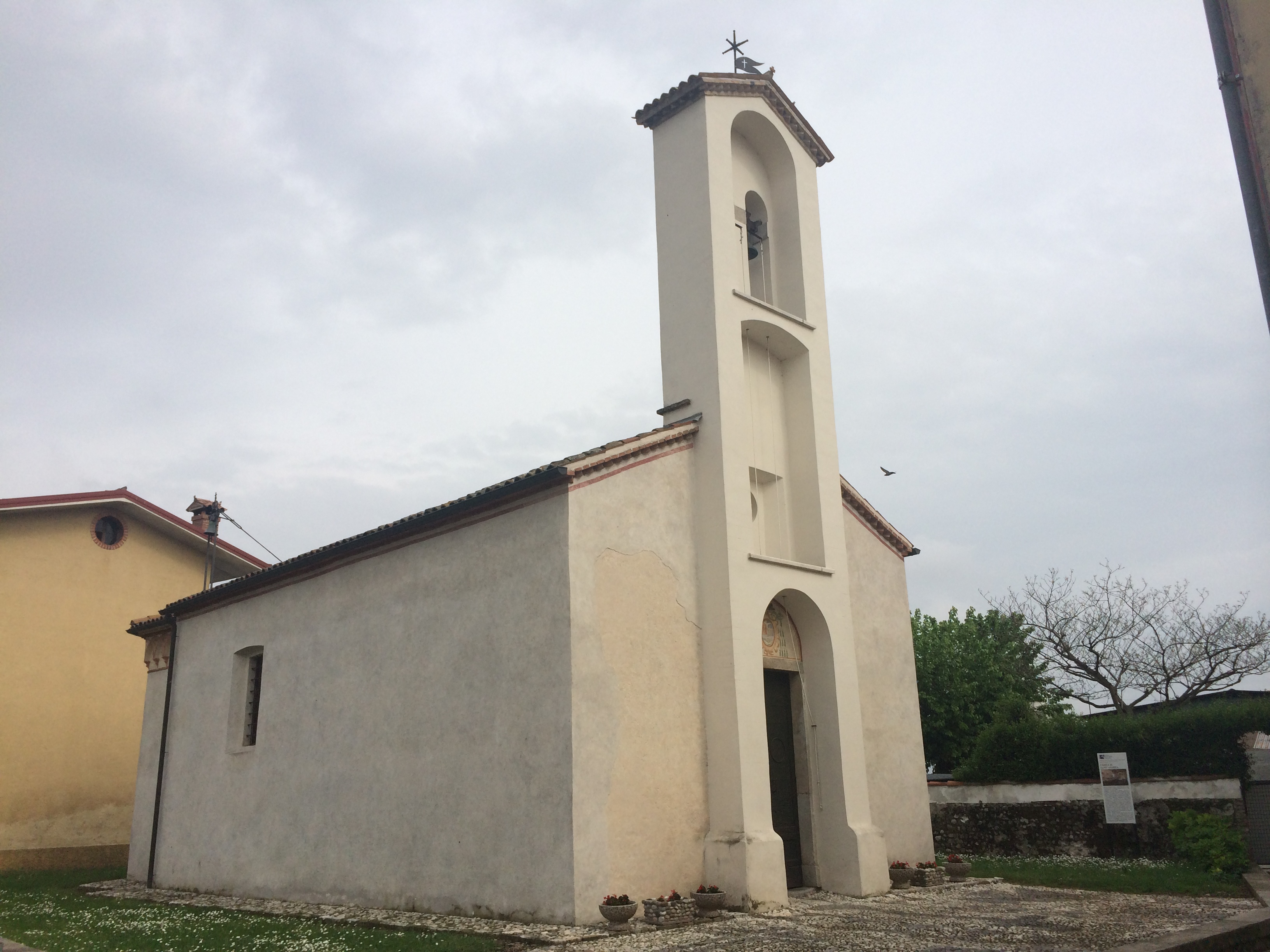
教堂

比奇尼科（義大利語：Bicinicco）是意大利弗留利-威尼斯朱利亚大区乌迪内省的市镇，面积15.9平方公里，人口1,848人（2004年）。